# 杜爾利山
杜爾利山（英語：Mount Doorly），是南極洲的山峰，位於維多利亞地，由羅伯特·斯科特率領的英國探險隊發現，以英國皇家海軍上尉命名，現時由南極條約體系管理。